# المشعوذ (رواية)
المشعوذ The Magus هي رواية للكاتب البريطاني جون فاولز، نشرت في عام 1965. وهي تنتمي لفترة ما بعد الحداثة.
تحكي قصة نيكولاس أورف، وهو خريج بريطاني شاب يقوم بتدريس اللغة الإنجليزية في جزيرة يونانية صغيرة. ويقع ضحية لأوهام نفسية ينسجها له مشعوذ خطير، وتصبح تلك الأوهام مظلمة وخطيرة بشكل متزايد. وتعتبر الرواية مثالاً على مدرسة القص الخيالي الماورائي، وكانت أول رواية كتبها فاولز ولكنها روايته الثانية التي يتم نشرها. ونُشرت طبعة منقحة عام 1977.
في عام 1999 صنفت الرواية في قائمتي أفضل مائة رواية حسب دار مودرن لايبراري، حيث احتلت المرتبة رقم 93 في قائمة المحررين ورقم 71 في قائمة القراء. وأدرجت في عام 2003 في العدد رقم 67 في استطلاع بي بي سي "القراءة الكبرى".

## القصة
تروى القصة على لسان نيكولاس أورف، وهو خريج شاب من جامعة أكسفورد وشاعر طموح. وبعد تخرجه يعمل لفترة وجيزة كمدرس في مدرسة صغيرة، لكنه يشعر بالملل ويقرر مغادرة إنجلترا. وأثناء بحثه عن وظيفة أخرى، يلتقي نيكولاس بأليسون كيلي، وهي فتاة أسترالية يلتقي بها في حفل في لندن. ويقبل وظيفة تدريس اللغة الإنجليزية في مدرسة لورد بايرون في جزيرة فراكسوس اليونانية. وبعد أن بدأ العمل في وظيفته الجديدة يشعر بالملل والاكتئاب وخيبة الأمل والإرهاق من حياته في جزيرة البحر الأبيض المتوسط؛ ويعاني من الوحدة ويفكر في الانتحار. وأثناء تجواله المعتاد في جميع أنحاء الجزيرة، يعثر على عقار وسرعان ما يلتقي بمالكه، موريس كونشيس، وهو منعزل يوناني ثري. ونشأت بينهما الصداقة، ويكشف كونشيس ببطء أنه ربما تعاون مع النازيين خلال الحرب العالمية الثانية.
ينجذب نيكولاس تدريجيًا إلى ألعاب كونشيس النفسية وآرائه المتناقضة عن الحياة وشخصيته الغامضة وأقنعته الغريبة. وفي البداية، اعتبر نيكولاس مكائد كونشيس هذه، أو ما تسميه الرواية "لعبة الإله"، نوعا من المزاح والدعابة. لكن نيكولاس يفقد قدرته على تحديد ما هو حقيقي وما هو خدعة. وسرعان من يقع ضحية في لعبة الإله، وذلك ضد إرادته. وفي النهاية، يدرك نيكولاس أن إعادة تمثيل الاحتلال النازي، والمسرحيات السخيفة وفق أسلوب الماركيز دي ساد، والمحاكاة الساخرة الفاحشة للأساطير اليونانية لا تتعلق بحياة كونشيس، بل بحياته هو.

## تحويلها لفيلم
تم تحويل الرواية إلى فيلم سينمائي من تأليف فاولز، وإخراج غاي غرين، وصدر في عام 1968. وقام ببطولته مايكل كين في دور نيكولاس أورف، وأنتوني كوين في دور موريس كونشيس، وآنا كارينا في دور أليسون، وكانديس بيرغن في دور ليلي / جولي، وجوليان جلوفر في دور أنطون. وتم تصويره في جزيرة مايوركا. ولاقى الفيلم فشلا كبيرا، وعندما سُئل بيتر سيلرز عما إذا كان سيُجري تغييرات في حياته إذا أتيحت له الفرصة للقيام بذلك مرة أخرى، أجاب مازحًا: "سأفعل كل شيء بنفس الطريقة تمامًا باستثناء أنني لن أرى المشعوذ. 
قال كين إنه كان أحد أسوأ الأفلام التي شارك فيها لأنه لم يكن أحد يفهم موضوعه. وعلى الرغم من الفشل الفادح، تم ترشيح الفيلم لجائزة البافتا لأفضل تصوير سينمائي.
بث راديو بي بي سي 4 في عام 2016 مسرحية من تأليف أدريان هودجز، مع تشارلز دانس في دور كونشيس.